# Liste der Naturschutzgebiete in Gelsenkirchen
Die Liste der Naturschutzgebiete in Gelsenkirchen enthält die Naturschutzgebiete der kreisfreien Stadt Gelsenkirchen in Nordrhein-Westfalen.

## Liste
| Schlüsselnr. | Gebietsname                                                | Fläche in ha | Bild |
| ------------ | ---------------------------------------------------------- | ------------ | ---- |
| GE-001       | Im Deipen Gatt                                             | 7,5400       |      |
| GE-002       | Hafen Grimberg                                             | 9,5804       |      |
| GE-003       | Auf der Kämpe                                              | 14,0800      |      |
| GE-004       | Am Hasseler Mühlenbach                                     | 4,7500       |      |
| GE-005       | Haus Oberfeldingen                                         | 2,8200       |      |
| GE-006       | Breiker Höfe                                               | 23,0700      |      |
| GE-007       | Ziegenwiese                                                | 3,7700       |      |
| GE-008       | Am Nattbach                                                | 0,7300       |      |
| GE-009       | Am Quellmühlenbach                                         | 19,8700      |      |
| GE-010       | Am Knabenbach, Lauselacke                                  | 20,5300      |      |
| GE-011       | Im Emscherbruch, nördlich des Ewaldsees                    | 31,4700      |      |
| GE-012       | Emscherbruch mit Ewaldsee                                  | 37,7600      |      |
| GE-013       | Emscherbruch, westlich Kleinweg                            | 9,5800       |      |
| GE-014       | Linnenbrink                                                | 9,9800       |      |
| GE-015       | Ehemaliges Floatglas-Gelände                               | 19,7500      |      |
| GE-016       | Almagelände                                                | 13,3000      |      |
| GE-017       | Mechtenberg                                                | 12,9100      |      |
| GE-018       | Resser Wäldchen                                            | 2,8963       |      |
| GE-019       | Hasseler Mühlenbach, Rappenhofsmühlenbach, Picksmühlenbach | 93,8         |      |